# Tsui Hark

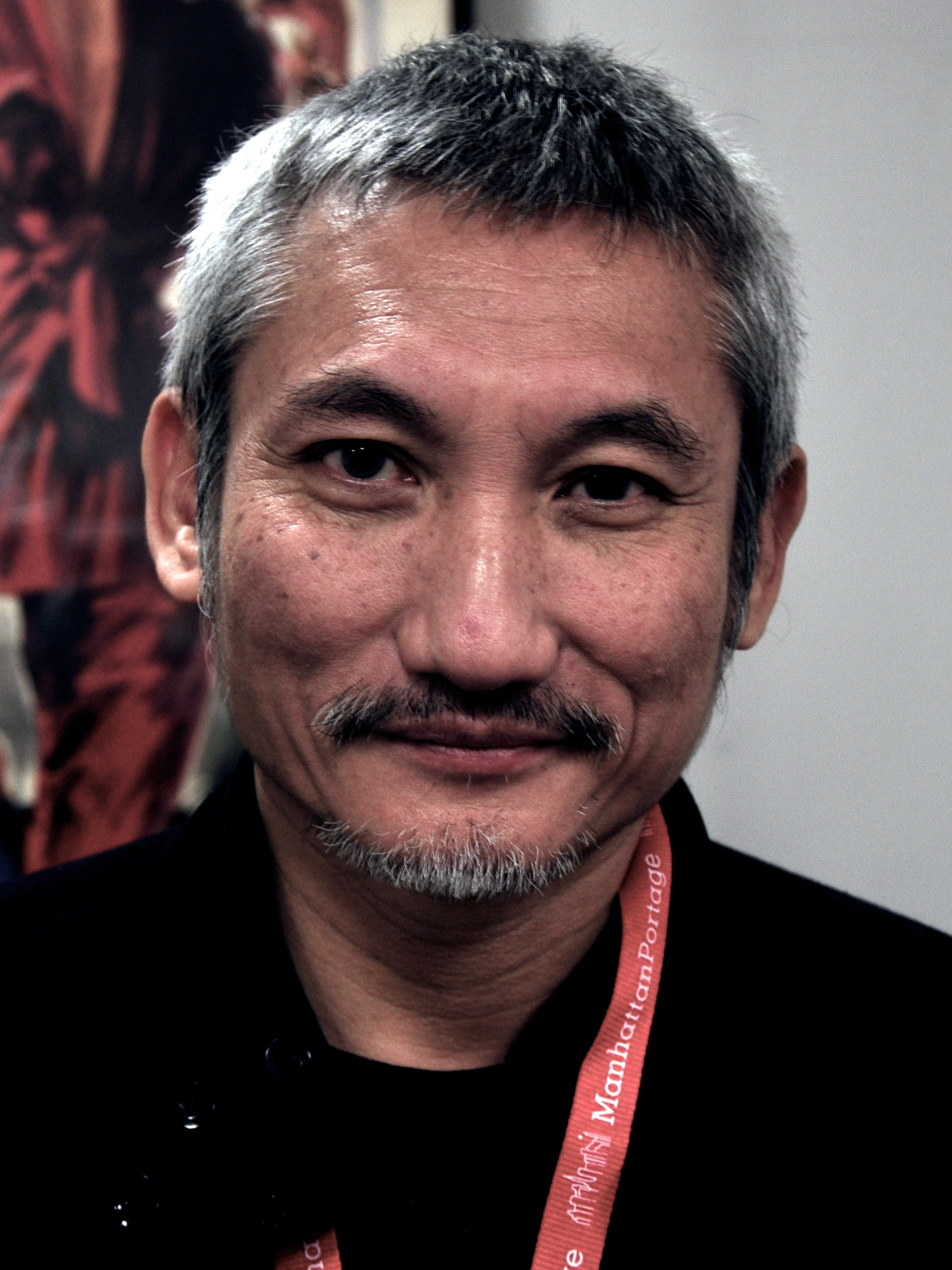
Tsui Hark (2011)

Tsui Hark (chinesisch 徐克, Pinyin Xú Kè, W.-G. Hsü K'o, Jyutping Ceoi4 Hak1, kantonesisch Tsui Hark; * 1. Februar 1951 als 徐文光,  Xú Wénguāng, Jyutping Ceoi4 Man4gwong1, kantonesisch Tsui Man-kong in Saigon) ist ein Regisseur, Produzent und Schauspieler aus Hongkong.

## Leben
In seiner Kindheit lebte Tsui Hark mit seiner Familie in Saigon, der Hauptstadt Südvietnams. Dort arbeitete sein Vater als Apotheker. Im Jahr 1966 zog die Familie Tsui nach Hongkong. Zwei Jahre später machte Tsui Hark dort den High-School-Abschluss und studierte ab 1969 an der Southern Methodist University in Dallas, Texas „Radio, TV und Filmgestaltung“. Nach seinem Abschluss 1975 arbeitete er zwei Jahre in New York beim Kabelfernsehsender „Chinatown Community TV“. Zugleich engagiert er sich in mehreren Kulturprojekten der chinesischen Minderheit in New York. Von 1996 bis 2014 war er mit der Hongkonger Filmproduzentin Nansun Shi verheiratet.

## Regisseur
Im Jahr 1977 kehrte Tsui Hark nach Hongkong zurück und arbeitete zunächst beim privaten Fernsehsender Television Broadcasts Limited (TVB) als Regisseur für Fernsehserien, wo er sich bald einen Namen machte. Nur ein Jahr später konnte er seinen ersten Kinofilm Die Todesgrotten der Shaolin (The Butterfly Murders, 1979) drehen, der bei Filmkritikern viel Aufmerksamkeit erregte.
Dieser Film bildete zusammen mit seinen folgenden Spielfilmen Wir kommen und werden Euch fressen (We’re going to eat you, 1980) und Söldner kennen keine Gnade (Don't Play With Fire, Dangerous Encounters – First Kind) (1980) der Startschuss für die sogenannte Neue Welle des Hongkong-Kinos, die von 1980 bis 1996 dauerte.
In den Jahren ab 1980 inszenierte Tsui Hark eine Vielzahl von Filmen der unterschiedlichsten Genres. Der Schwerpunkt seines Schaffens liegt bei Wuxia-Filmen. Er regte eine Erneuerung dieses Genres an. Im Unterschied zu den Wuxia-Filmen aus den 60er und 70er Jahren, z. B. vom Regisseur King Hu haben sie deutlich mehr phantastische Elemente. Mittels Spezialeffekten können nun die quietschbunten Welten der chinesischen Mythologie und von populären Wuxia-Romanen besser zum Leben erweckt werden. Auch die gezeigte Kampfkunst ist eher fantastisch als real, z. B. haben viele Figuren die Fähigkeit, mittels „gewichtslosem Kung-Fu“ – 輕功 – durch die Luft zu fliegen. Die Kampfszenen sind weitaus dynamischer als früher und werden meistens rasant geschnitten. Weitere Merkmale sind der für westliche Verhältnisse häufig skurril anmutende Humor und starke, selbständige Frauenfiguren. Beispiele für solche Wuxia-Filme sind Zu Warriors und Swordsman.
Als einer seiner besten Filme gilt Peking Opera Blues aus dem Jahr 1986. Er spielt zur Zeit der ersten chinesischen Revolution um das Jahr 1911. Drei starke Frauen, gespielt von Brigitte Lin, Sally Yeh und Cherie Chung, stehen im Mittelpunkt einer dramatischen und turbulenten Geschichte um gestohlene Dokumente, die Pekingoper und Intrigen zwischen den Warlords. Mit diesem Film erreichte das neue Hong-Kong Kino erstmals auch im Westen ein breiteres Publikum. Auch heute noch bemerkenswert sind die für die damalige Zeit extrem schnell geschnittenen Kampfszenen. Dieser Stil wurde später auch von westlichen Regisseuren übernommen, z. B. im Film Matrix.
Den größten kommerziellen Erfolg in Hongkong erreichte er mit dem Film Die Schwarzen Tiger von Hongkong (orig.: Wong Fei-hung, 1991), einer Geschichte um den chinesischen Volkshelden Wong Fei Hung, die in der Zeit des Boxeraufstandes spielt.
In den Jahren 1997 und 1998 drehte Tsui Hark zwei Hollywood-Filme und zwar Double Team und Knock Off. Diese waren nicht sonderlich erfolgreich.

## Produzent
Im Jahr 1984 gründet Tsui Hark mit Nansun Shi mit dem gemeinsamen Erstlingswerk Shanghai Blues – 上海之夜 – eine eigene Produktionsfirma Film Workshop Co., Ltd. – 電影工作室有限公司 – mit eigener Spezialeffekt-Abteilung. Seitdem ist er auch als Produzent tätig und förderte insbesondere den Einsatz von Spezialeffekten im Hong-Kong-Kino.
Tsui Hark hat die Angewohnheit, sich sehr stark in die Gestaltung der von ihm produzierten Filme einzumischen. Häufig verlangt er Änderungen am Set oder führt sogar bei einigen Szenen selbst Regie. Deshalb weisen auch zahlreiche Filme den typischen „Tsui Hark Stil“ auf, die nur von ihm produziert wurden. Ein Beispiel sind die Filme A Chinese Ghost Story I-III, wo Ching Siu-Tung die Regie führte. Viele Kollegen halten deshalb die Zusammenarbeit mit ihm für schwierig.

## Schauspieler
Neben seiner Tätigkeit als Regisseur und Produzent trat Tsui Hark in den 1980er Jahren auch noch als Schauspieler in einigen Filmen auf, z. B. in Yes, Madam (1985), wo er stark grimassierend und gestikulierend für humoristische Einlagen in dem eigentlich knallharten Actionthriller mit Michelle Yeoh sorgte. Zudem wirkte er in vielen der Filme, bei denen er Produzent oder Regisseur war, in kleinen Rollen oder als Sprecher mit.

## Filmografie (Auswahl)

### Regie
- 1979: Die Todesgrotten der Shaolin (Dip bin)
- 1980: Wir kommen und werden Euch fressen (Di yu wu men)
- 1980: Söldner kennen keine Gnade (Ti yi lei hsing wei hsien)
- 1984: Mad Mission III – Unser Mann von der Bond Street (Zuijia paidang 3: Nühuang miling)
- 1984: Shanghai Blues (Shanghai zhi ye)
- 1986: Peking Opera Blues (Do ma daan)
- 1989: Hexenkessel Saigon (Ying hung boon sik III: Zik yeung ji gor)
- 1990: Meister des Schwertes (Xiao ao jiang hu)
- 1991: Once Upon a Time in China (Wong Fei Hung), DE-Verleihtitel: „Die schwarzen Tiger von Hongkong“
- 1992: The Master (Long hang tian xia)
- 1992: Es war einmal in China 2 (Wong Fei Hung II: Nam yee tung chi keung)
- 1992: Twin Dragons – Das Powerduo (Seong lung wui) (Co-Regie)
- 1993: Once Upon A Chinese Fighter (Once Upon In China 3) (Wong Fei Hung III: Si wong jaang ba)
- 1995: Das Bankett des Kaisers (Jin yu man tang)
- 1995: The Blade – Das zerbrochene Schwert (Dao)
- 1997: Double Team (Double Team)
- 1998: Knock Off (Knock Off)
- 2000: Tyler und Jack – Time and Tide (Shun liu ni liu)
- 2001: Zu Warriors (Shu shan zheng zhuan)
- 2002: Black Mask 2: City of Masks (Hak hap 2)
- 2005: Die sieben Schwerter (Qi jian)
- 2007: Triangle – Die Jagd nach dem Goldschatz (Tie saam gok) (Co-Regie)
- 2008: Missing (Sam hoi tsam yan)
- 2008: All About Women (Nu ren bu huai)
- 2010: Detective Dee und das Geheimnis der Phantomflammen (Di Renjie: Tong tian di guo)
- 2011: Flying Swords of Dragon Gate (Long men fei jia)
- 2013: Detective Dee und der Fluch des Seeungeheuers (Di Renjie: Shen du long wang)
- 2014: Die letzte Schlacht am Tigerberg (Zhì qu weihu shan)
- 2017: Journey to the West: Demon Chapter (Xiyou. Fu yao pian)
- 2018: Detective Dee und die Legende der vier himmlischen Könige (Di Renjie: Si da tian wang)
- 2020: Septet – The Story of Hong Kong (Qiren yuedui)
- 2021: The Battle at Lake Changjin (Changjin hu)
- 2025: Legends of the Condor Heroes: The Gallants (She diao ying xiong zhuan: Xia zhi da zhe)

### Produzent
- 1986: City Wolf (Ying hong boon sik)
- 1987: City Wolf II – Abrechnung auf Raten (Ying hong boon sik II)
- 1987: A Chinese Ghost Story (Sien nui yau wan)
- 1988: The Big Heat (Seng fat dak ging)
- 1988: Roboforce (Tie jia wu di Ma Li Ya)
- 1988: Gunmen (Tian luo di wang)
- 1989: Der Krieger des Kaisers (Qin yong)
- 1989: The Killer (Dip huet seung hung)
- 1989: Hard-Boiled 2 (Yi dan qun ying)
- 1990: Spy Games (Zhong Ri nan bei he)
- 1990: A Chinese Ghost Story II (Sien nui yau wan II: Yan gaan do)
- 1991: A Chinese Ghost Story III (Sien nui yau wan III: Do do do)
- 1992: China Swordsman (Xiao ao jiang hu: dong fang bu bai; International: Swordman II)
- 1993: China Swordsman (Dong Fang Bu Bai: Feng yun zai qi; International: Swordman III)
- 1992: Es war einmal in China 2 (Wong Fei Hung II: Nam yee tung chi keung)
- 1992: Dragon Inn (Sun lung moon hak chan)
- 1992: Mutant City (Yao shou du shi)
- 1993: Iron Monkey (Siu nin Wong Fei Hung chi: Tit ma lau)
- 1993: Green Snake (Ching se)
- 1994: The Lovers (Liang zhu)
- 1994: Burning Paradise (Huo shao hong lian si)
- 1994: Last Hero II (Wong Fei Hung IV: Wong je ji fung)
- 1994: Once upon a Time in China V (Wong Fei Hung chi neung: Lung shing chim pa)
- 1996: Black Mask: Mission Possible (Hak hap)
- 1996: Shanghai Grand (Xin Shang Hai tan)
- 1997: Once Upon a Time in China and America (Wong fei hung VI: Sai wik hung see)
- 2001: Old Master Q 2001 (Lao fu zi)
- 2002: The Era of Vampires (Jiang shi da shi dai)
- 2002: Black Mask 2: City of Masks (Hak hap 2)
- 2004: Sandaô (Xanda)
- 2007: Triangle – Die Jagd nach dem Goldschatz (Tie saam gok)
- 2008: Missing (Sam hoi tsam yan)
- 2010: Detective Dee und das Geheimnis der Phantomflammen (Di renjie: Tong tian di guo)
- 2013: Detective Dee und der Fluch des Seeungeheuers (Di Renjie: Shen du long wang)
- 2013: Christmas Rose (Sheng Dan Mei Gui)
- 2016: Sword Master (San Shao Ye De Jian)
- 2017: Journey to the West: Demon Chapter (Xiyou. Fu yao pian)
- 2018: Detective Dee und die Legende der vier himmlischen Könige (Di Renjie: Si da tian wang)
- 2019: The Climbers (Pandengzhe)

### Schauspieler
- 1982: Mad Mission (Zuijia paidang)
- 1983: Mad Mission II – Aces Go Places II (Zuijia paidang 2: Daxian shentong)
- 1983: All the Wrong Spies (Wo ai Ye Laixiang)
- 1985: Ultra Force – Teil 2 (Huangjia shijie)
- 1986: City Wolf (Ying hung boon sik)
- 1988: Roboforce (Tie jia wu di Ma Li Ya)
- 1988: The Big Heat (Seng fat dak ging)
- 1992: Twin Dragons – Das Powerduo (Seong lung wui)
- 2011: Tao Jie – Ein einfaches Leben (Tou ze)
- 2011: The Great Magician (Daai mo seut si)
- 2016: The Mermaid (Mei ren yu)
- 2016: My Beloved Bodyguard (Wo de te gong ye ye)